# البعث والنشور للبيهقي
البعث والنشور كتاب للإمام أبي بكر البيهقي ساق فيه جملة من الأحاديث حول يوم القيامة وما فيه، وكذا صفة الجنة والنار وما إلى ذلك.

## منهج البيهقي في البعث والنشور
وضع البيهقي كتابه مقسما إلى أبواب معنونة، وأورد لكل باب أدلته، فكان يسوق الآيات القرآنية أولا، ثم يتبعها بالأحاديث المرفوعة والآثار الموقوفة على الصحابة والتابعين. وكان يشرح ويبين الكثير من الأحاديث، كما قام بتخريج الكثير منها، وأحيانا يتكلم في المسألة بعد ذكر الآيات، ثم يورد بعد ذلك الأحاديث والآثار. وقد بلغ عدد نصوص الكتاب(593) نصا، وهي إما أحاديث مرفوعة أو آثار موقوفة على الصحابة والتابعين، والبيهقي لم يلتزم الصحة في ما أورده منها.

## الطبعات
- طبعة مركز الخدمات والأبحاث الثقافية، بيروت. تحقيق: الشيخ عامر أحمد حيدر. الطبعة: الأولى، 1406هـ-1986م.[2]
- طبعة مؤسسة الكتب الثقافية، بيروت. تحقيق: أبو هاجر محمد السعيد بن بسيوني زغلول، الطبعة الأولى 1408 هـ.[3]
- طبعة مكتبة دار الحجاز، تحقيق: أبو عاصم الشوامي الأثري، 1436[4]

## كتب عن نفس الموضوع
- البعث والنشور، للحارث بن أسد المحاسبي المتوفى سنة 243 هـ[5]
- البعث والنشور، الحياة بعد الموت. لأبي بكر بن أبي داوود السجستاني[6]